# Erich Klein (Botaniker)
Erich Robert Klein (* 28. April 1931 in Linz; † 7. Oktober 2016) war ein österreichischer, auf die Familie der Orchideen spezialisierter Biologe. Sein botanisches Autorenkürzel lautet „E.Klein“.
Seine Eltern, Martin und Katharina, geb. Posch, hatten kurz vor seiner Geburt ihre Bozener Gastwirtschaft „Zur Weißen Traube“ verkauft und waren mit den älteren Kindern Martin und Rosa nach Oberösterreich gezogen. Am Khevenhüller Realgymnasium legte er 1950 die Matura ab und studierte dann Chemie an der philosophischen Fakultät der Universität Wien. Er belegte u. a. auch Lehrveranstaltungen über organische Chemie bei Friedrich Wessely. Von Sommer 1954 bis Februar 1957 arbeitete er bei Karl Kratzl an seiner Dissertation „Über die Seitenkettenstruktur des Lignins“.
1958 heiratete er Marianne Ellmerich aus St. Martin (Niederösterreich)  und zog mit ihr nach Mülheim an der Ruhr, wo Erich seine berufliche Laufbahn als Mitarbeiter am Max-Planck-Institut für Kohlenforschung begann. Für die Arbeit „Abbau und Messung radioaktiv maskierter Verbindungen“ wurde ihm der Theodor-Körner-Preis verliehen. 1960 und 1964 wurden die Söhne Günther und Stephan geboren.
Anfang 1963 wechselte er zu Dragoco in Holzminden, wo er bis 1985 als Bereichsleiter für die Forschungsagenden zuständig war. Beim Kraxeln am Nördlichen Burgberghang war er auf die schwach duftende Cypripedium calceolus gestoßen. Seither führten Urlaubsreisen zu Orchideenstandorten am Mittelmeer. Nach dem Tod seiner Frau im Jahr 1980 heiratete er Susanne Sabitzer und erwarb 1988 ein Haus östlich von Graz.
1986 wurde er in Hamburg Geschäftsführer der Firma Quest, ab 1989 bis zu seiner Pensionierung im Jahr 2001 Vice President von Quest International. Die Duftstoff-Produktion wurde nach Ashford in Kent verlegt.